# Bělá pod Pradědem
Bělá pod Pradědem település Csehországban, a Jeseníki járásban. Bělá pod Pradědem Loučná nad Desnou, Lipová-lázně, Vrbno pod Pradědem, Ostružná, Jeseník és Heřmanovice településekkel határos. Lakosainak száma 1729 fő (2024. január 1.).

## Népesség
A település lakosságának változását az alábbi diagram mutatja:
| Lakosok száma | 4347 | 4109 | 3351 | 1802 | 1711 | 1747 | 1810 | 1790 | 1600 | 1729 |
|               | 1869 | 1900 | 1921 | 1961 | 1980 | 2011 | 2016 | 2019 | 2021 | 2024 |